# هاکولد کام ویلتون
هاکولد کام ویلتون (به انگلیسی: Hockwold cum Wilton) یک محله مدنی و روستا در بریتانیا است که در King's Lynn and West Norfolk واقع شده‌است. هاکولد کام ویلتون ۳۱٫۰۵ کیلومتر مربع مساحت و ۱٬۱۹۵ نفر جمعیت دارد.